# Flight 29 Down
Flight 29 Down is een Amerikaanse televisieserie die van 2005 tot 2007 werd uitgezonden. In België werd de serie uitgezonden door Ketnet.

## Verhaal
Een middelbareschoolklas gaat op reis per vliegtuig. Samen met de leiders van de klassenraad moeten ze een paar beslissingen nemen. Ofwel kunnen ze een groot vliegtuig nemen, maar dat kost wel veel. Ofwel kunnen ze een klein vliegtuig nemen, en met het geld dat ze uitsparen kunnen ze een nieuwe jongen meenemen. Melissa, die stiekem een oogje heeft op die jongen, slaagt erin de groep over te halen om het kleine vliegtuig te nemen.
Als ze onderweg zijn breekt er een stevig onweer los. Een van de motoren van het vliegtuig wordt geraakt, en het vliegtuig stort neer op een eiland. De piloot van het vliegtuig besluit om samen met drie kinderen hulp te gaan zoeken. De zeven kinderen die overblijven blijven bij het vliegtuig. Die zeven kinderen moeten zien te overleven op het eiland, terwijl ze te maken krijgen met ziekte, relaties, ruzies en storm. De zeven weten zich aardig te redden op het eiland, maar beginnen steeds meer te twijfelen of ze nog wel gevonden zullen worden.

## Rolverdeling
| Acteur               | Personage      |
| -------------------- | -------------- |
| Allen Alvarado       | Lex Marin      |
| Corbin Bleu          | Nathan McHugh  |
| Hallee Hirsh         | Daley Marin    |
| Jeremy James Kissner | Eric McGorrill |
| Johnny Pacar         | Cody Jackson   |
| Lauren Storm         | Taylor Hagan   |
| Kristy Wu            | Melissa Wu     |